# Antigua Presidencia
La Antigua Presidencia (en afrikáans: Ou Presidensie; en inglés: Old Presidency) es un museo, una galería de arte y teatro en la ciudad de Bloemfontein, Sudáfrica, situada en la calle President Brand en el corazón de la ciudad. La antigua residencia del Presidente de la República del Estado Libre de Orange a partir de 1886 y hasta 1899, dejó de cumplir con esa función cuando la ciudad cayó en manos del Imperio Británico durante la Segunda Guerra Anglo-Bóer.
Henry Warden erigió la "Residencia" como un "nederige kleihuis '(Áfrikaans para casa humilde de madera y arcilla), una estructura de granja construida secada al sol con ladrillos de barro como la primera estructura en el sitio de la actual Presidencia. La independencia del río Orange en 1854 del dominio británico permitió a los nuevos presidentes de la república ocupar partes de la "Residencia", según los informes, los presidentes Hoffman, BoshofT y Pretorius  todos vivieron en el lugar durante sus periodos de gobierno. El Volksraad, (afrikáans para el consejo de la gente) o parlamento del Estado Libre de Orange aprobó planes para una nueva Presidencia en 1860, pero sin embargo sólo podían permitirse el lujo de £ 800 para la restauración de la antigua residencia. 
La Antigua sede de la Presidencia fue declarada Monumento Nacional el 27 de enero de 1938.